# Палеокастрица
Палеокастрица  је место и одмаралиште на западу острва Крф, у Грчкој. Према попису од 2001. године насеље је имало 4395 становника.
Седиште је истоимене општине.

## Туризам
Место је нарочито популарно међу туристима, због великог броја мањих плажа.
Вода је свуда савршено чиста и са плавом бојом.
Из Палеокастрице се пружа поглед на многобројне увале и средоземље.
Цело место, као и иначе цело острво, је покривено зеленилом, многобројним маслинама и лимуновима.

## Локација
Налази се на око двадесетак километара западно од града Крфа.

## Галерија Палеокастрица
- Залив
- Поглед
- Природа
- Акваријум
- Звоник
- Део насеља
- Пећина у води
- Једна од плажа

## Познате личности
У Палеокастрици је рођена позната певачица Вики Леандрос.